# Campeonato Europeu de Atletismo em Pista Coberta de 2019
O Campeonato Europeu de Atletismo em Pista Coberta de 2019 foi a 35ª edição do campeonato organizado pela Associação Europeia de Atletismo (AEA) em Glasgow, no Reino Unido, entre 1 e 5 de março de 2019. Foram disputadas 26 provas no campeonato, no qual participaram 582 atletas de 47 nacionalidades. 

## Calendário
O evento foi distribuído em três dias de provas. 
| E | Eliminatórias | C | Classificatório | ½ | Semifinais | F | Final |

| Data →             | Sex 01 | Sex 01 | Sab 02 | Sab 02 | Sab 02 | Dom 03 | Dom 03 |
| Evento ↓           | M      | T      | M      | T      | T      | M      | T      |
| ------------------ | ------ | ------ | ------ | ------ | ------ | ------ | ------ |
| 60 m               |        |        | E      | ½      | F      |        |        |
| 400 m              | E      | ½      |        | F      | F      |        |        |
| 800 m              |        | E      |        | ½      | ½      |        | F      |
| 1500 m             | E      |        |        |        |        |        | F      |
| 3000 m             | E      |        |        | F      | F      |        |        |
| 60 m c/ barreiras  |        |        | E      |        |        | ½      | F      |
| 4 × 400 m          |        |        |        |        |        |        | F      |
| Salto em distância |        |        | C      |        |        | F      |        |
| Salto triplo       |        | C      |        |        |        |        | F      |
| Salto em altura    | C      |        |        | F      | F      |        |        |
| Salto com vara     |        | C      |        | F      | F      |        |        |
| Arremesso de peso  | C      | F      |        |        |        |        |        |
| Heptatlo           |        |        | F      | F      | F      | F      | F      |

| Data →             | Sex 01 | Sex 01 | Sab 02 | Sab 02 | Sab 02 | Dom 03 | Dom 03 |
| Evento ↓           | M      | T      | M      | T      | T      | M      | T      |
| ------------------ | ------ | ------ | ------ | ------ | ------ | ------ | ------ |
| 60 m               |        |        | E      | ½      | F      |        |        |
| 400 m              | E      | ½      |        | F      | F      |        |        |
| 800 m              | E      |        |        | ½      | ½      |        | F      |
| 1500 m             |        | E      |        |        |        |        | F      |
| 3000 m             |        | F      |        |        |        |        |        |
| 60 m c/ barreiras  |        |        | E      |        |        | ½      | F      |
| 4 × 400 m          |        |        |        |        |        |        | F      |
| Salto em distância |        |        | C      |        |        |        | F      |
| Salto triplo       | C      |        |        |        |        | F      |        |
| Salto em altura    |        | C      |        |        |        |        | F      |
| Salto com vara     |        |        | C      |        |        |        | F      |
| Arremesso de peso  |        | C      |        |        |        | F      |        |
| Pentatlo           | F      | F      |        |        |        |        |        |

## Medalhistas

### Masculino
Esses foram os resultados na categoria masculino. 
| Evento                      | Ouro                                                                    | Ouro     | Prata                                                                | Prata   | Bronze                                                                        | Bronze        |
| --------------------------- | ----------------------------------------------------------------------- | -------- | -------------------------------------------------------------------- | ------- | ----------------------------------------------------------------------------- | ------------- |
| 60 m detalhes               | Ján Volko · Eslováquia                                                  | 6.60     | Emre Zafer Barnes · Turquia                                          | 6.61    | Joris van Gool · Países Baixos                                                | 6.62          |
| 400 m detalhes              | Karsten Warholm · Noruega                                               | 45.05    | Óscar Husillos · Espanha                                             | 45.66   | Tony van Diepen · Países Baixos                                               | 46.13         |
| 800 m detalhes              | Álvaro de Arriba · Espanha                                              | 1:46.83  | Jamie Webb · Grã-Bretanha                                            | 1:47.13 | Mark English · Irlanda                                                        | 1:47.39       |
| 1500 m detalhes             | Marcin Lewandowski · Polónia                                            | 3:42.85  | Jakob Ingebrigtsen · Noruega                                         | 3:43.23 | Jesús Gómez · Espanha                                                         | 3:44.39       |
| 3000 m detalhes             | Jakob Ingebrigtsen · Noruega                                            | 7:56.15  | Chris O'Hare · Grã-Bretanha                                          | 7:57.19 | Henrik Ingebrigtsen · Noruega                                                 | 7:57.19       |
| 60 m/c barreiras detalhes   | Milan Trajković · Chipre                                                | 7.60     | Pascal Martinot-Lagarde · França                                     | 7.61    | Aurel Manga · França                                                          | 7.62          |
| 4x400 m detalhes            | Bélgica · Julien Watrin · Dylan Borlée · Jonathan Borlée · Kevin Borlée | 3:06.27  | Espanha · Óscar Husillos · Manuel Guijarro · Lucas Búa · Bernat Erta | 3:06.32 | França · Mame-Ibra Anne · Thomas Jordier · Nicolas Courbiere · Fabrisio Saidy | 3:07.71       |
| Salto em altura detalhes    | Gianmarco Tamberi · Itália                                              | 2.32 EL  | Konstadinos Baniotis · GréciaAndriy Protsenko · Ucrânia              | 2.26    | Não concedido                                                                 | Não concedido |
| Salto com vara detalhes     | Paweł Wojciechowski · Polónia                                           | 5.90     | Piotr Lisek · Polónia                                                | 5.85    | Melker Svärd Jacobsson · Suécia                                               | 5.75          |
| Salto em distância detalhes | Miltiadis Tentoglou · Grécia                                            | 8.38     | Thobias Nilsson Montler · Suécia                                     | 8.17    | Strahinja Jovančević · Sérvia                                                 | 8.03          |
| Salto triplo detalhes       | Nazim Babayev · Azerbaijão                                              | 17.29    | Nelson Évora · Portugal                                              | 17.11   | Max Heß · Alemanha                                                            | 17.10         |
| Arremesso de peso detalhes  | Michał Haratyk · Polónia                                                | 21.65 EL | David Storl · Alemanha                                               | 21.54   | Tomáš Staněk · Chéquia                                                        | 21.25         |
| Heptatlo detalhes           | Jorge Ureña · Espanha                                                   | 6218     | Tim Duckworth · Grã-Bretanha                                         | 6156    | Ilya Shkurenyov Atletas Neutros Autorizados                                   | 6145          |

### Feminino
Esses foram os resultados na categoria feminino. 
| Evento                      | Ouro                                                                                                 | Ouro     | Prata                                                                   | Prata   | Bronze                                                                       | Bronze  |
| --------------------------- | --- | -------- | ----------------------------------------------------------------------- | ------- | ---------------------------------------------------------------------------- | ------- |
| 60 m detalhes               | Ewa Swoboda · Polónia                                                                                | 7.09     | Dafne Schippers · Países Baixos                                         | 7.14    | Asha Philip · Grã-Bretanha                                                   | 7.15    |
| 400 m detalhes              | Léa Sprunger · Suíça                                                                                 | 51.61    | Cynthia Bolingo Mbongo · Bélgica                                        | 51.62   | Lisanne de Witte · Países Baixos                                             | 52.34   |
| 800 m detalhes              | Shelayna Oskan-Clarke · Grã-Bretanha                                                                 | 2:02.58  | Rénelle Lamote · França                                                 | 2:03.00 | Olha Lyakhova · Ucrânia                                                      | 2:03.24 |
| 1500 m detalhes             | Laura Muir · Grã-Bretanha                                                                            | 4:05.92  | Sofia Ennaoui · Polónia                                                 | 4:09.30 | Ciara Mageean · Irlanda                                                      | 4:09.43 |
| 3000 m detalhes             | Laura Muir · Grã-Bretanha                                                                            | 8:30.61  | Konstanze Klosterhalfen · Alemanha                                      | 8:34.06 | Melissa Courtney · Grã-Bretanha                                              | 8:38.22 |
| 60 m/c barreiras detalhes   | Nadine Visser · Países Baixos                                                                        | 7.87 EL  | Cindy Roleder · Alemanha                                                | 7.97    | Elvira Herman · Bielorrússia                                                 | 8.00    |
| 4x400 m detalhes            | Polónia · Anna Kiełbasińska · Iga Baumgart-Witan · Małgorzata Hołub-Kowalik · Justyna Święty-Ersetic | 3:28.77  | Reino Unido · Laviai Nielsen · Zoey Clark · Amber Anning · Eilidh Doyle | 3:29.55 | Itália · Raphaela Lukudo · Ayomide Folorunso · Chiara Bazzoni · Marta Milani | 3:31.90 |
| Salto em altura detalhes    | Mariya Lasitskene Atletas Neutros Autorizados                                                        | 2.01 EL  | Yuliya Levchenko · Ucrânia                                              | 1.99    | Airinė Palšytė · Lituânia                                                    | 1.97    |
| Salto com vara detalhes     | Anzhelika Sidorova Atletas Neutros Autorizados                                                       | 4.85     | Holly Bradshaw · Grã-Bretanha                                           | 4.75    | Nikoleta Kyriakopoulou · Grécia                                              | 4.65    |
| Salto em distância detalhes | Ivana Španović · Sérvia                                                                              | 6.99     | Nastassia Mironchyk-Ivanova · Bielorrússia                              | 6.93    | Maryna Bekh · Ucrânia                                                        | 6.84    |
| Salto triplo detalhes       | Ana Peleteiro · Espanha                                                                              | 14.73 EL | Paraskevi Papahristou · Grécia                                          | 14.50   | Olha Saladukha · Ucrânia                                                     | 14.47   |
| Arremesso de peso detalhes  | Radoslava Mavrodieva · Bulgária                                                                      | 19.12    | Christina Schwanitz · Alemanha                                          | 19.11   | Anita Márton · Hungria                                                       | 19.00   |
| Pentatlo detalhes           | Katarina Johnson-Thompson · Grã-Bretanha                                                             | 4983     | Niamh Emerson · Grã-Bretanha                                            | 4731    | Solène Ndama · França                                                        | 4723 =  |

## Quadro de medalhas
| Ordem | País                        | Medalha de ouro | Medalha de prata | Medalha de bronze | Total |
| ----- | --------------------------- | --------------- | ---------------- | ----------------- | ----- |
| 1     | Polónia                     | 5               | 2                | 0                 | 7     |
| 2     | Grã-Bretanha                | 4               | 6                | 2                 | 12    |
| 3     | Espanha                     | 3               | 2                | 1                 | 6     |
| 4     | Noruega                     | 2               | 1                | 1                 | 4     |
| 5     | Atletas Neutros Autorizados | 2               | 0                | 1                 | 3     |
| 6     | Grécia                      | 1               | 2                | 1                 | 4     |
| 7     | Países Baixos               | 1               | 1                | 3                 | 5     |
| 8     | Bélgica                     | 1               | 1                | 0                 | 2     |
| 9     | Itália                      | 1               | 0                | 1                 | 2     |
| 9     | Sérvia                      | 1               | 0                | 1                 | 2     |
| 11    | Azerbaijão                  | 1               | 0                | 0                 | 1     |
| 11    | Bulgária                    | 1               | 0                | 0                 | 1     |
| 11    | Chipre                      | 1               | 0                | 0                 | 1     |
| 11    | Eslováquia                  | 1               | 0                | 0                 | 1     |
| 11    | Suíça                       | 1               | 0                | 0                 | 1     |
| 16    | Alemanha                    | 0               | 4                | 1                 | 5     |
| 17    | França                      | 0               | 2                | 3                 | 5     |
| 17    | Ucrânia                     | 0               | 2                | 3                 | 5     |
| 19    | Bielorrússia                | 0               | 1                | 1                 | 2     |
| 19    | Suécia                      | 0               | 1                | 1                 | 2     |
| 21    | Portugal                    | 0               | 1                | 0                 | 1     |
| 21    | Turquia                     | 0               | 1                | 0                 | 1     |
| 23    | Irlanda                     | 0               | 0                | 2                 | 2     |
| 24    | Hungria                     | 0               | 0                | 1                 | 1     |
| 24    | Lituânia                    | 0               | 0                | 1                 | 1     |
| 24    | Chéquia                     | 0               | 0                | 1                 | 1     |
|       | TOTAL                       | 26              | 27               | 25                | 78    |

## Participantes por nacionalidade
Dos 637atletas originalmente inscritos, apareceram 582 de 47 nacionalidades. Nenhum atleta da Albânia ou do Kosovo apareceram.
- Andorra (1)
- Armênia (2)
- Áustria (8)
- Atletas Neutros Autorizados  (11)
- Azerbaijão (2)
- Bielorrússia (17)
- Bélgica (14)
- Bósnia e Herzegovina (3)
- Bulgária (6)
- Croácia (5)
- Chipre (4)
- Chéquia (21)
- Dinamarca (6)
- Estónia (4)
- Finlândia (13)
- França (40)
- Geórgia (1)
- Alemanha (27)
- Gibraltar (2)
- Reino Unido (47)
- Grécia (16)
- Hungria (12)
- Islândia (2)
- Irlanda (15)
- Israel (2)
- Itália (24)
- Letônia (10)
- Lituânia (9)
- Luxemburgo (5)
- Malta (2)
- Moldávia (1)
- Montenegro (1)
- Países Baixos (15)
- Macedônia do Norte (1)
- Noruega (17)
- Polónia (28)
- Portugal (13)
- Roménia (12)
- San Marino (1)
- Sérvia (10)
- Eslováquia (9)
- Eslovênia (8)
- Espanha (42)
- Suécia (30)
- Suíça  (16)
- Turquia (15)
- Ucrânia (32)

Legenda
| Recorde mundial       | Recorde mundial (World record)               |                       | Recorde africano                      | Recorde africano (African) |                                           | Q | Classificado por posição (Qualified) |
| Recorde do campeonato | Recorde do campeonato (Championship record)  | Recorde da América    | Recorde da América (Americas)         | q                          | Classificado por melhor tempo (Qualified) |   |                                      |
| Melhor marca do ano   | Melhor marca do ano (World leading)          | Recorde asiático      | Recorde asiático (Asian)              | DNS                        | Não largou (Did not start)                |   |                                      |
| Recorde nacional      | Recorde nacional (National record)           | Recorde europeu       | Recorde europeu (European)            | DNF                        | Não terminou (Did not finish)             |   |                                      |
| Recorde pessoal       | Recorde pessoal do atleta (Personal best)    | Recorde da Oceania    | Recorde da Oceania (Oceania)          | DSQ / DQ                   | Desclassificado (Disqualified)            |   |                                      |
| Recorde da temporada  | Recorde da temporada do atleta (Season best) | Recorde sul-americano | Recorde sul-americano (South America) | NM                         | Sem marca (No mark)                       |   |                                      |